# Sophie Schröder

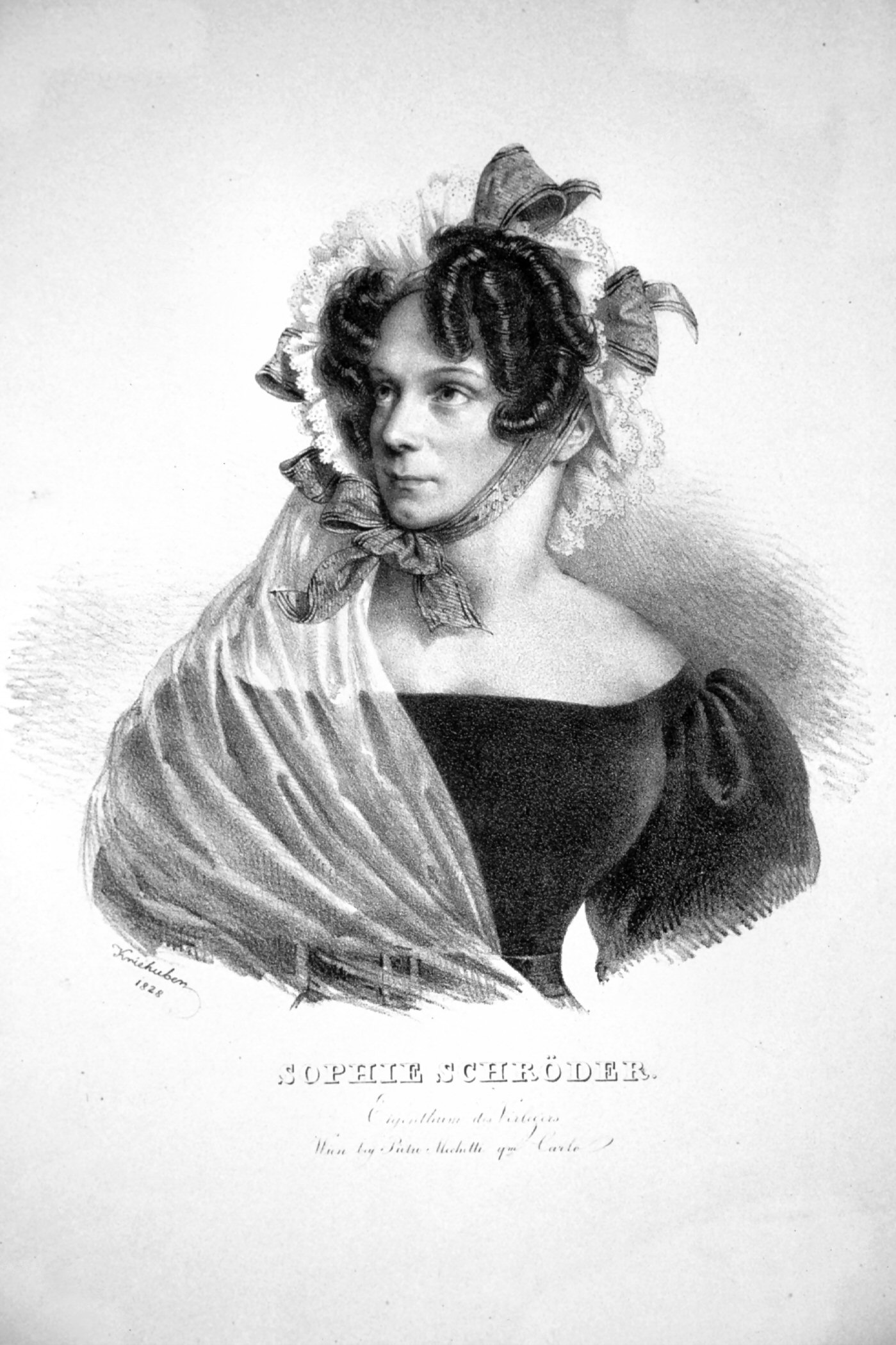
Sophie Schröder (Josef Kriehuber litográfiája, 1828)

Antoinette Sophie Luise Schröder (Paderborn, 1781. február 23. – München, 1868. február 25.) német énekesnő és színésznő. 

## Pályafutása
Gottfried Bürger színész leánya. 1793-ban lépett a színpadra Das Rothkäppechen Lina szerepében. 1795-ben Stollmers (Johann Nikolaus Smets von Ehrenstein) színészhez ment férjhez. Gyermekük Wilhelm Smets író, újságíró. 1798-ban a bécsi Hoftheaterhez szerződött, ahonnan csakhamar Boroszlóba ment és az operához szerződött. 1801-ben Stollmerstől elválva Hamburgba ment, ahol naiva szerepkörét a tragikaival cserélte fel, melyben az elsők közé sorakozott. 1804-ben Friedrich Schröder énekes és színészhez ment nőül és 1813-ig élt Hamburgban. 1825-ben, második férjének halála után férjhez ment Wilhelm Kunst színészhez, akitől hamar el is vált. 1831-ben a müncheni színházhoz szerződött, ahonnan 1836-ban Bécsbe tért vissza. 1840-ben nyugdíjazták. Schröder egyike volt a legnagyobb német színésznőknek. 

## Nevezetesebb szerepei
- Phaedra
- Medea
- Lady Macbeth
- Merope
- Sappho
- Izabella (a Messinai hölgyből)